# Vladimir Pourichkevitch
 (décembre 2018).
Si vous disposez d'ouvrages ou d'articles de référence ou si vous connaissez des sites web de qualité traitant du thème abordé ici, merci de compléter l'article en donnant les références utiles à sa vérifiabilité et en les liant à la section « Notes et références ».
Vladimir Mitrofanovitch Pourichkevitch (en russe : Владимир Митрофанович Пуришкевич), né le 12 août 1870 à Kichinev et mort le 1er février 1920 à Novorossiisk, était un député de l'extrême droite à la Douma.

## Biographie
Né en 1870 en Bessarabie, Vladimir Pourichkevitch fit ses études à l'université d'Odessa, puis à l'Institut d'Histoire et de Philologie de Saint-Pétersbourg.
Après un court service militaire, il se dévoua entièrement au travail de ses terres. En 1906, il fut élu député à la Première Douma, où il siégea aux côtés des fractions d'extrême droite. Il fut par la suite réélu dans les 2e, 3e et 4e Doumas.
Il fut l'un des penseurs les plus actifs de la société russe prérévolutionnaire, s'attirant une immense popularité par ses nombreux discours, dans lesquels il développait ses idées monarchistes et antisémites. Il était le cofondateur de l'Union du peuple russe Saint-Michel-Archange.

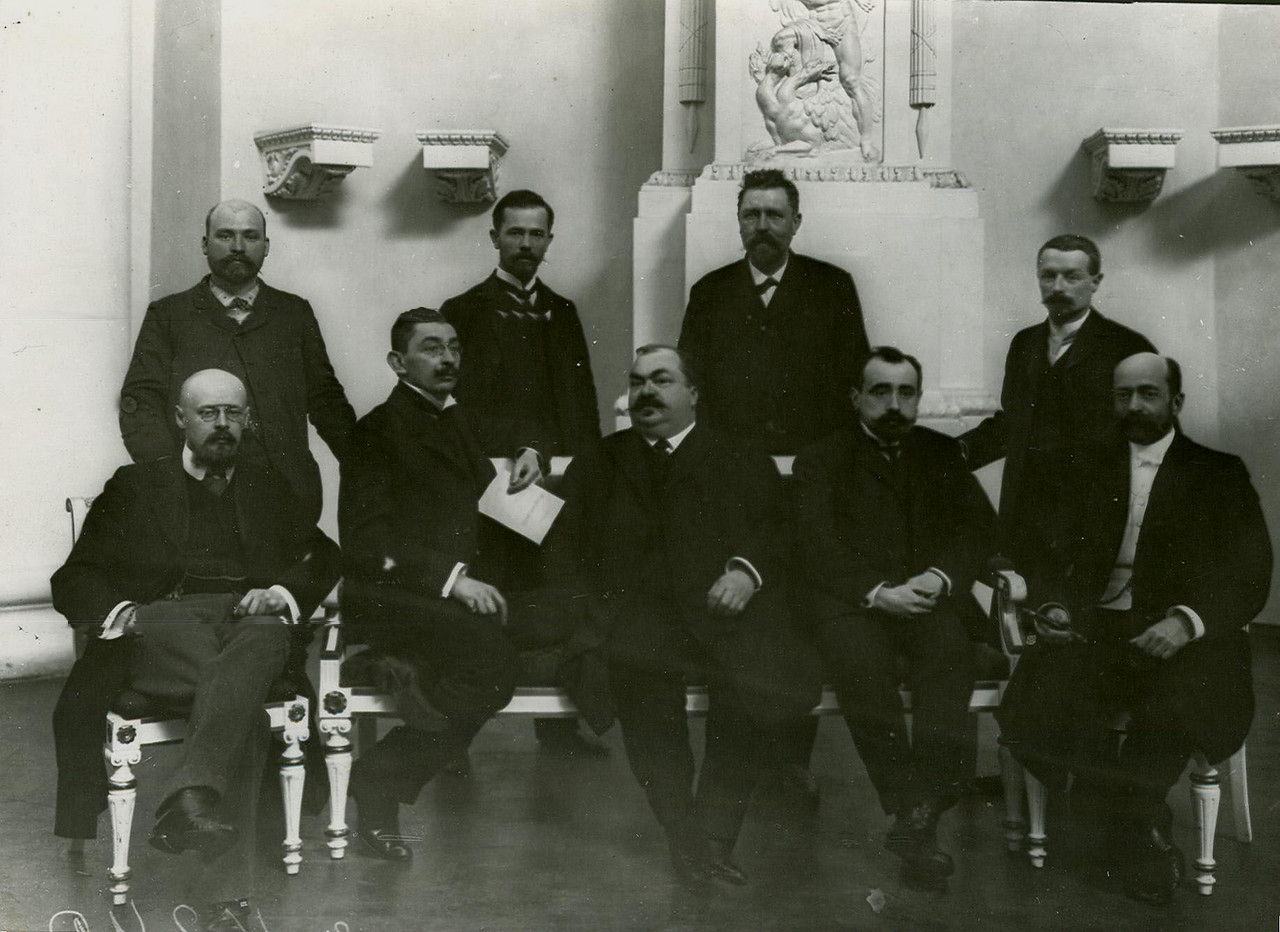
Membres de la 2e Douma d'État de Bessarabie en 1907. Debout :,, et Dmitri Sviatopolk-Mirski. Assis : Vladimir Pourichkevitch,,, et Pavel Krouchevan.

Il participa activement à l'assassinat de Raspoutine dans la nuit du 16 au 17 décembre 1916. Son rôle dans ce meurtre fut important : il fut l'auteur du second coup de feu porté sur le « starets », et c'est encore lui qui, aidé de Soukhotine, du grand-duc Dimitri Pavlovitch et du docteur Stanislas Lazovert, jeta le corps de Raspoutine dans la petite Neva.
Lors de la Révolution russe, il combattit dans les rangs de l'Armée blanche. Il est mort du typhus.

## Voir aussi

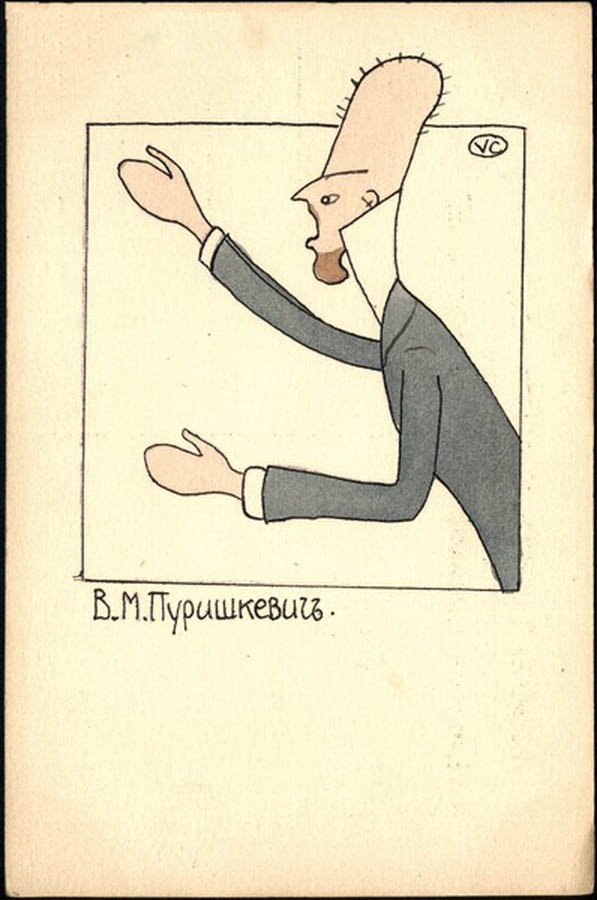
Caricature de Pourichkevitch par Valery Carrick.